# Hindustan (région)

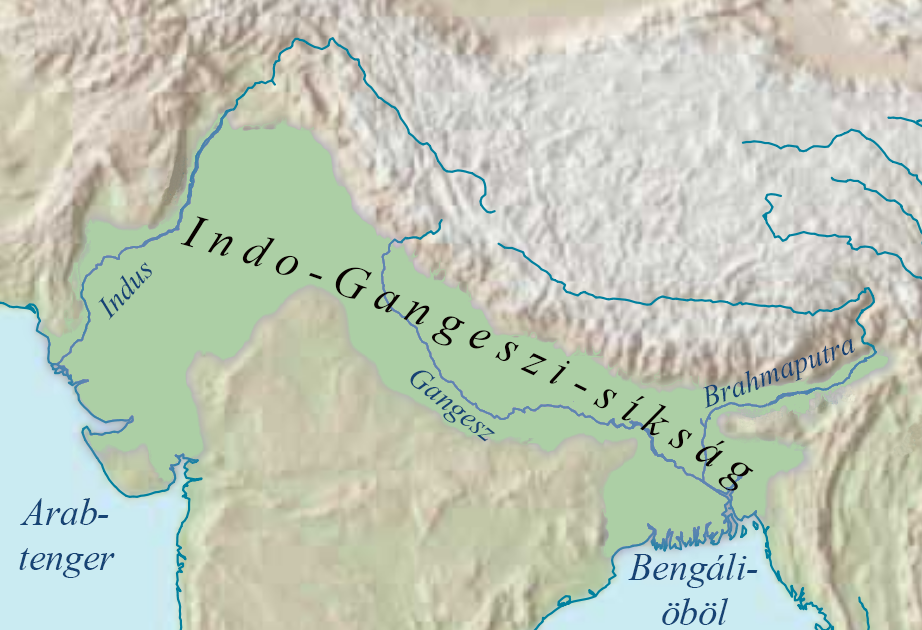
Localisation de la plaine de l'Hindoustan

Pour les articles homonymes, voir Hindustan.
Hindustan ou Hindoustan, (hindi : हिन्दुस्तान ; ourdou : ہندوستان ; persan : هندوستان
IAST: Hindustān ; [ɦɪnd̪ʊˈst̪aːn] ) est un terme géographique commun pour désigner le nord et le nord-ouest du sous continent indien,.

Carte de James Rennell de 1788, A MAP of HINDOOSTAN or the MOGUL EMPIRE

## Étymologie
Le terme « Hindustan » est dérivé du persan Hindū. En vieux perse, la région au-delà des rives de l'Indus était connue comme l'Hinduš (l'équivalent iranien du terme Sanskrit Sindhu), qui devint Hind ou Hindū en persan moderne. Il est combiné au suffixe persan -stān (littéralement « lieu », d'origine commune avec le sanskrit sthān et l'anglais stand)  pour donner Hindustan : « le pays de l'Hindū ». Au premier siècle avant notre ère, le terme « Hein-tu » était couramment utilisé par les Chinois pour désigner les personnes venant d'Inde du Nord,. Le terme devint d'usage courant sous l'empire moghol, qui désignait son dominion, centré sur Delhi et la plaine du Gange, comme l'Hindustan.

## Usage courant

### Zone géographique
Le terme « Hindustan » désigne historiquement la plaine indo-gangétique au nord de l'Inde entre l'Himalaya, les Vindhyas et le bassin de l'Indus au Pakistan.
Il peut de plus faire référence à de nombreux aspects appartenant à trois aires géographiques : le bassin de l'Indus (Est du Pakistan) au Moyen Âge, ou une région d'Inde du Nord, à l'est et au sud de la Yamuna, entre la chaîne des Vindhyas et l'Himalaya.
Plus formellement, du point de vue de la géographie et de l'histoire, l'Hindustan désigne les vallées moyennes et supérieures du Gange ainsi que les parties est du bassin de l'Indus ; cette définition place l'Hindustan comme la région située entre les pays du Pendjab au nord-ouest et du Bengale au nord-est. Utilisé ainsi, le terme n'est pas synonyme de « Asie du Sud », « Inde », « contrée de l'Hindus » (sic) ou « république de l'Inde moderne », comme il peut parfois être interprété.

### Peuple
Pour ceux qui parlent hindoustani (ensemble linguistique comprenant le hindi et l'ourdou), le terme « Hindustani » désigne généralement un Indien, quelle que soit son affiliation religieuse. Parmi ceux qui ne le parlent pas, par exemple ceux qui parlent bengali, ce terme désigne généralement les Indiens venant de la région en amont du Delta du Gange, là encore peu importe leur religion.
« Hindustani » est parfois utilisé comme un terme ethnique désignant l'Asie du Sud. Par exemple, un Mauricien ou un Surinamais dont les racines viennent d'Asie du Sud pourrait décrire son ethnicité en se désignant comme Hindustani.
Toutefois au Pakistan, ces personnes sont plus couramment désignées sous le terme Muhajirs. Le terme « Hindustan » y étant très souvent utilisé comme synonyme de la république de l'Inde moderne, mais sous-tendu comme la « nation hindoue ». Muhammad Ali Jinnah, père fondateur du pays, ainsi que le parti de la Ligue musulmane, avaient insistés dans l'usage de cette nomenclature, hautement significative dans le cadre de la Théorie des deux nations. De nombreux Indiens désignent aussi l'Inde comme l'Hindustan, bien que Bharat est d'usage plus courant.

### Langue
« Hindustani » est aussi utilisé pour désigner la langue hindoustani, qui dérive du dialecte Khariboli aujourd'hui parlé dans l'ouest de l'Uttar Pradesh, le sud de l'Uttarakhand et autour de Delhi.